# 広瀬勝貞
広瀬 勝貞（ひろせ かつさだ、1942年〈昭和17年〉6月25日 - ）は、日本の通産・経産官僚、政治家。元大分県知事（公選第15-19代）。

## 来歴
大分県日田市生まれ。私立麻布高校、東京大学法学部第2類（公法コース）卒業後、1966年通商産業省に入省(石炭局炭政課配属)。貿易局、大臣官房総務課、重工業局、大臣官房秘書課を経て、1976年より外務省に出向し、在スペイン日本大使館に赴任。
1979年帰国後は資源エネルギー庁企画官、同庁石油流通課長、通産大臣秘書官、機械情報産業局情報処理振興課長、同局総務課長、産業政策局企業行動課長、大臣官房総務課長、中小企業庁計画部長などを歴任。 1980年代には、消費税の導入を目指して奔走し、次官候補に台頭（同時期、大蔵省で消費税導入を主導した薄井信明も後に大蔵事務次官に就任）する。第1次橋本内閣の下では広瀬、林康夫の2人が次官候補に目され、広瀬が1期先輩の江崎格を抑えて事務次官に就任した。前任の渡辺修の在任が長引いたのに加え、橋本龍太郎首相が広瀬の同窓（橋本も麻布中学・高校出身）であったのも影響した。
1991年、宮澤喜一内閣総理大臣の秘書官に就任。宮澤の退陣後は通産省へ戻り、機械情報産業局次長、貿易局長、大臣官房長、機械情報産業局長を経て、1999年9月より通商産業事務次官に就任。2001年の中央省庁再編に伴い、初代経済産業事務次官に就任した。2002年2月に退官。

中央省庁再編時に通商産業省で事務次官を務めており、最後の通商産業事務次官かつ初代経済産業事務次官であった。

### 大分県知事として
2003年、通産省時代の先輩に当たり、1979年から6期24年にわたり大分県知事を務めていた平松守彦から後継指名を受け、大分県知事選挙に無所属（自民・公明・保守3党推薦）で出馬。当初、現職の平松知事の後継指名に加え、地元経済界や業界団体の支援も受けていたため圧勝が予想されていたが、「無党派」を標榜し平松県政からの転換を訴えた吉良州司（のち民主党衆議院議員）の猛追を受けて苦戦を強いられ、3万票弱の僅差で吉良を振り切って初当選した。
知事就任後間もない2003年4月、太平洋新国土軸豊予海峡ルートを事実上凍結する方針を打ち出した。平松守彦の知事在任中に推進された大型開発によって財政支出が増大し、危機的状況にあった大分県の財政の再建を掲げ、「（1）歳出の緊縮」「（2）行政組織の統廃合」「（3）大型施設の整理」「（4）県税徴収の強化」の4点からなる行財政改革を推進した。
2004年、自身が大分県議会に提案した産業廃棄物税（法定外目的税）条例が可決され、大分県では2005年4月より施行。九州地方全土でほぼ同時に施行されている。
2005年2月の全国知事会長選挙において、麻生渡福岡県知事の擁立を主導した（麻生は当選）。麻生は、広瀬同様通商産業省出身の元官僚である。
2005年2月、森林環境税（実際は道府県民税均等割部分の超過課税）の導入を大分県議会に提案し、条例案が可決され、2006年4月より施行された。
2007年7月に実施された読売新聞の世論調査によれば、大分県民の広瀬県政に対する支持率は78.0%で、宮崎県の東国原英夫知事に次ぐ全国2位の高支持率であった。
2007年、2011年の大分県知事選では日本共産党以外の政党は候補者を擁立せず、広瀬自身も表立って政党の支援は受けず、対立候補に大差をつけて再選した。
2011年4月18日の定例会見において、かつて経済産業省の事務次官であったため、同省が推進の立場を取っていた原子力発電に関する責任を記者から問われたが、自らの責任を否定した。また、同年に大分県立美術館の設計者を選定する入札において、その公平さを妨げた官製談合防止法違反容疑等で刑事告発を受けたが、大分地方検察庁は2012年12月に不起訴処分を決定。しかし、この処分を審査した大分検察審査会は2013年10月に「不起訴不当」を議決した。
2014年11月17日、記者会見で翌年の大分県知事選に4選を目指して出馬する意向を表明。翌年1月、大分市長の釘宮磐が広瀬の4選阻止、「平松前知事の時代から36年続いた官僚出身知事のトップダウン政治からの転換」を掲げて知事選への出馬を表明した。自民・公明両党の支援を受ける広瀬に対し、釘宮はかつて国会議員時代に所属していた民主党の支援を受けたが、社会民主党名誉党首で大分1区が地盤だった村山富市元首相や連合傘下の労働組合の一部は「県民党」を掲げる広瀬を支持したため、反自民層の支持は分裂した。知事選には広瀬、釘宮を含む5人が立候補したが、与党や地元経済界、業界団体の支援を受ける広瀬が終始、優位な戦いを進め、次点の釘宮に約16万票の大差をつけて圧勝。釘宮は市長を務めていた大分市でも得票数が広瀬を下回る大敗を喫した。また知事選の同日に実施された、釘宮の辞職に伴う大分市長選挙においては、自民・公明が擁立し、広瀬も支持した元中小企業庁次長の佐藤樹一郎が、元大分大学教授で民主党が支援する椋野美智子を破って当選し、県・市のトップをいずれも自民系の候補が占めた。2019年4月の知事選では他の候補に圧勝し5選を決めた。昭和10年代（1935～1944年）生まれ最後の知事となっていた。
2022年10月4日、高齢などを理由に任期満了に伴い2023年4月に行われる知事選に立候補せず退任の意向を示した。2023年4月27日に任期満了で大分県知事を退任した。

## 家族・親族
江戸時代の儒学者である広瀬淡窓の弟・広瀬久兵衛の子孫。父は日田市長・郵政大臣を務めた広瀬正雄、兄弟に富士紡績の社長を務めた広瀬貞雄、テレビ朝日の顧問で日本民間放送連盟の前会長でもある広瀬道貞、興銀証券常務の広瀬興貞がいる。二男は広瀬建（衆議院議員）。
自由民主党衆議院議員・内閣官房長官の林芳正は妻の甥に当たる。